# Harar
Harar (auch Harrar; amharisch ሐረር Harär) ist eine Stadt im Osten Äthiopiens. Seit 1995 ist sie Hauptstadt der gleichnamigen, ethnisch definierten Region Harar; zuvor war sie seit ihrer Eingliederung in das äthiopische Kaiserreich 1887 die meiste Zeit Hauptstadt der Provinz Harerge.
Die Stadt liegt auf etwa 1850 Meter Höhe in den Ahmar-Bergen, einem östlichen Ausläufer des Äthiopischen Hochlandes, 45 Kilometer südlich der Stadt Dire Dawa. Eine Straße führt in vielen Serpentinen von dort nach Harar hinauf und weiter nach Osten über Jijiga (80 Kilometer von Harar) Richtung Somaliland oder in den südlichen Teil der Somali-Region Äthiopiens. Die nächstgelegenen Flughäfen befinden sich in Dire Dawa und Jijiga.
Beim Zensus 1994 wurden 76.378 Einwohner angegeben. Laut amtlicher Schätzung für 2016 leben in der Stadt Harar 133.000 Einwohner und in der Region Harar 240.000.
Der für äthiopische Muslime viertheiligsten islamischen Stadt – nach Mekka, Medina und Jerusalem – gaben frühere europäische Reisende den Beinamen „Timbuktu des Ostens“. 2006 wurde die von einer Festungsmauer umgebene Altstadt zum UNESCO-Weltkulturerbe erklärt. 2007 wurde das 1000-jährige Bestehen der Stadt gefeiert.

## Geschichte

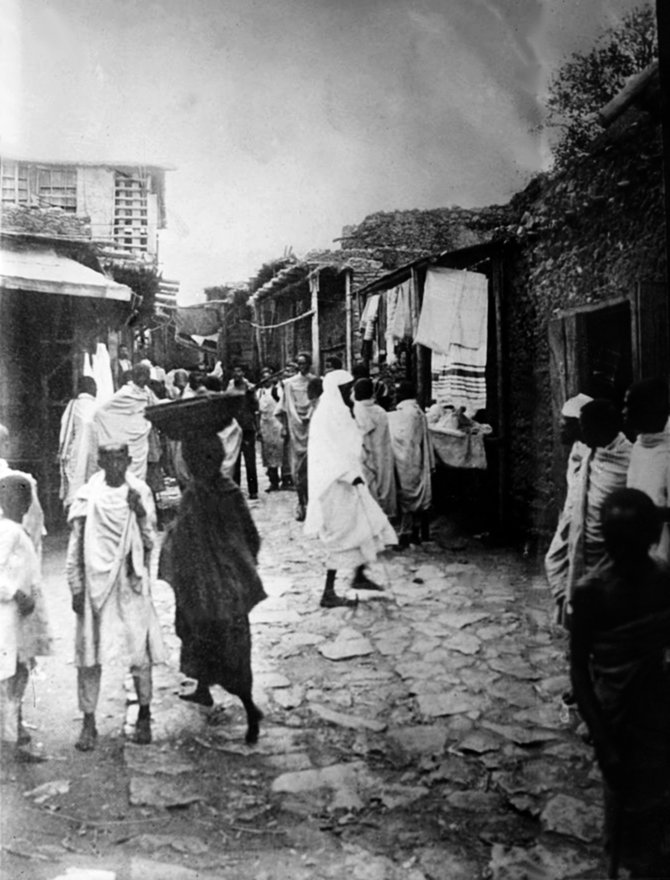
Straße zum Markt, um 1900

Eine Stadt, die in ihrer Geschichte so viele noch heute verehrte Heilige hervorgebracht hat, darf nach einer Legende gegründet sein: Zwischen dem 7. und 9. Jahrhundert sollen sieben im Umkreis liegende Siedlungen ihre Streitigkeiten beendet und ein neues Zentrum namens Harar gegründet haben.
Noch vor der eigentlichen Hidschra waren nach äthiopischen Quellen erste Anhänger Mohammeds im Jahr 615 als Flüchtlinge aus Mekka beim Herrscher des Aksumitischen Reichs angelangt und hatten Aufenthaltsrecht erhalten. Allgemein breitete sich der Islam durch arabische Händler an der ostafrikanischen Küste ab dem 9. und 10. Jahrhundert auch ins Hinterland aus. Das erste islamische Sultanat Shewa wurde 896 gegründet, sein Zentrum lag nach jüngsten Lokalisierungen in halber Höhe am östlichen Rand des zentralen Hochlandes von Äthiopien, von wo es zumindest die Handelswege im Tiefland bis zu den Häfen am Roten Meer kontrollierte. Ab dem 11. Jahrhundert etablierten sich weitere Sultanate am Horn von Afrika. Diese konnten ihre Macht zwar entlang der somalischen Küste erweitern, in den zahlreichen erbitterten Kämpfen mit dem äthiopischen Hochland im Westen aber nicht immer verteidigen.
Die ältesten historischen Fürsten der Harari-Clans ab 1285 zählten zur Walashma-Dynastie, welche Shewa militärisch eroberte und das gesamte Gebiet bis zum Hafen von Zeila zum Sultanat Ifat vereinigte. Seit dieser Zeit und für das ab 1364 nachfolgende Sultanat Adal mit seiner (zumindest Regional-)Hauptstadt Dakar in der Nähe Harars existiert eine Herrscherchronologie. Einige dieser Herrscher mussten sich während der christlichen Vorherrschaft, seit den Eroberungen des amharischen Negus Amda Seyon I. (1314–1344), auf die arabische Halbinsel zurückziehen. Das 15. Jahrhundert war geprägt durch Kriege zur Rückgewinnung ihrer Macht – einmal wurde dabei Dakar niedergebrannt – und Eroberungszüge bis in amharisches Hochland. Schließlich kam es zum Bürgerkrieg zwischen zwei rivalisierenden Clans zu Beginn des 16. Jahrhunderts. Sultan Abu Bakr aus der regierenden Walashma-Dynastie verlegte 1520 die Hauptstadt von Dakar nach Harar, während die Unruhen anhielten.
Fünf Jahre später wurde er von einem jugendlichen Aufständischen namens Ahmad ibn Ibrahim al-Ghasi ermordet. Ihm gelang es, die Völker des Sultanats Adal hinter sich zu vereinigen und 1527 einen beispiellosen Dschihad (Heiligen Krieg) gegen die christlichen Kaiser Äthiopiens zu beginnen. Als Ahmed Grañ (der „Linkshänder“, 1525–1543) konnte er bis 1535 das gesamte abessinische Kernland unter seine Herrschaft bringen. Nur mit portugiesischer Hilfe konnte Kaiser Gelawdewos (1540–1559) Grañ und seine Truppen auf dem Schlachtfeld besiegen. Nach dem Tod von Grañ war die geschwächte Stadt Angriffen von mehreren Seiten, durch Gelawdewos und regelmäßig auch durch Oromo, ausgesetzt, weshalb Nur ibn al-Wazir Mujahid (1551–1567), der Neffe und Nachfolger von Ahmed Grañ, die Stadt von einer vier Meter hohen Mauer umgeben ließ.
Nach dem Ende der Walashma-Dynastie blieb Harar während der Dawudi-Dynastie von 1647 bis 1875 ein kleiner, streng islamischer Stadtstaat und konnte als wichtiges Handelszentrum seine Unabhängigkeit bewahren. Die Bibliothek des letzten dawudischen Emir Muhumed bin Ali (regierte 1856–1875) bestand zumeist aus Texten der schāfiʿitischen Rechtsschule (Korankommentare, Hadith-Sammlungen und Verse zum Lobpreis des Propheten). Für Europäer blieb Harar in dieser Zeit verschlossen und festigte seinen Ruf als heilige Stadt. Erst Ägypter, die einen ostafrikanischen Staat gründen wollten, beherrschten ab 1875 für die folgenden zehn Jahre die Stadt und beendeten die Dynastie und die Isolation. Nach 1885 herrschte Emir Abdullahi für zwei Jahre in der Stadt.

### Harar als Teil Äthiopiens

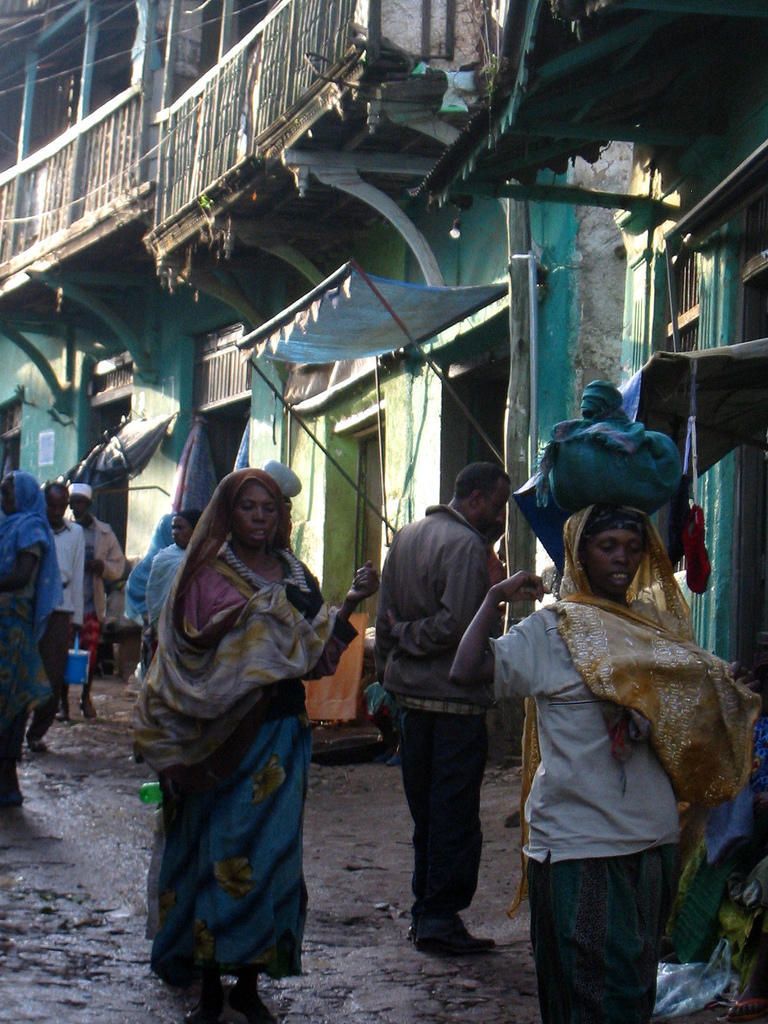
Straßenszene, 2006

1887 wurde Emir Abdullahi von Menelik von Shewa noch vor dessen Krönung zum Kaiser besiegt. Damit wurde Harar Teil von Äthiopien. Ras Makonnen, der Cousin Meneliks und Vater des späteren Kaisers Haile Selassie, wurde zum ersten Gouverneur der Provinz. In den folgenden Jahrzehnten wurden auch die von Somali-Nomaden bewohnten Tieflandgebiete östlich der Stadt unterworfen und in die neue Provinz Harerge (Hararghe) eingegliedert.
Italien, das Ende des 19. Jahrhunderts am Horn von Afrika koloniale Interessen verfolgte, wurde zunächst durch zwei schwere Niederlagen 1887 und 1896 von der Eroberung Äthiopiens abgehalten. Erst im italienisch-äthiopischen Krieg ab 1935 wurde das Land durch Truppen Mussolinis erobert. Im April 1936 fand unter General Rodolfo Graziani die Offensive auf Harar statt. Während der kurzen italienischen Besatzungszeit wurde in Harar Arabisch offizielle Sprache, kollaborierenden Muslimen wurde die Pilgerfahrt nach Mekka erleichtert und es wurde ihnen die Missionierung christlicher Oromo erlaubt. Nach dem italienischen Kriegseintritt in den Zweiten Weltkrieg im Juni 1940 wurde während des Ostafrikafeldzuges im Frühjahr 1941 die italienischen Faschisten durch eine von britischen Truppen geführte Offensive vertrieben.
Somalia und Somali-Nationalisten beanspruchten Harar als Teil der Region Ogaden bzw. eines Groß-Somalia. Im Ogadenkrieg (1977–1978) stand die Westsomalische Befreiungsfront (WSLF) zusammen mit der somalischen Armee (SNA) kurz davor, Harar, das mit sowjetischer und kubanischer Hilfe verteidigt wurde, zu erobern. Im November 1977 waren die somalischen Kämpfer bis an den Stadtrand vorgedrungen und verharrten dort bis zur Gegenoffensive im Februar 1978, bei der sie nach heftigen Gefechten im Bergland südlich des Marda-Pass (zwischen Harar und Jijiga) besiegt werden konnten. Der zuständige somalische Kommandant hatte den Befehl erhalten, beim Rückzug die Stadt möglichst weitgehend zu zerstören, verweigerte dies jedoch als gläubiger Muslim.
Nach dem Sturz des Mengistu-Regimes und der Machtübernahme der EPRDF 1991 wurde die Verwaltungsgliederung Äthiopiens nach ethnischen Kriterien neu organisiert, und anstelle der historischen Provinzen erhielten die größten Volksgruppen jeweils eigene Regionen oder Bundesstaaten. Dabei erhoben die neuen Regionen Oromia und Somali beide Anspruch auf Harar. Die Stadt erhielt jedoch zunächst den Status einer unabhängigen Stadt, 1995 wurde sie zusammen mit ihrem Umland zum Regionalstaat mit den Harari als Titularnation.

## Gesellschaft

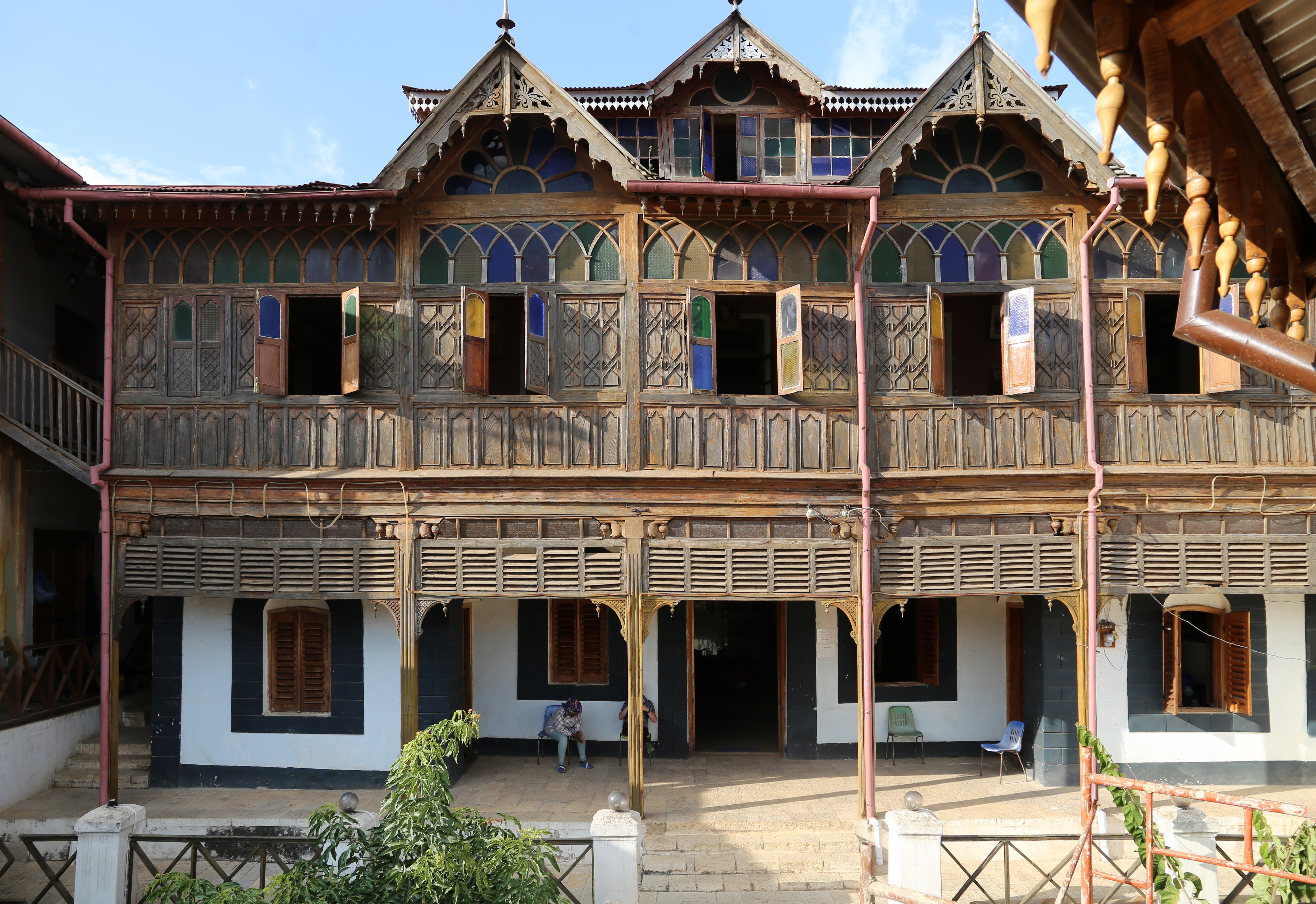
Rimbaud-Museum

Vereinfacht leben in der Altstadt innerhalb der Stadtmauern traditionell Harari (Aderi), die mit Oromo außerhalb Handel treiben. Geändert hat sich die Einstellung gegenüber Europäern: Konnte Richard Burton 1856 als erster westlicher Ausländer nur dank arabischer Kleidung und Sprachkenntnis durch das Erer-Tor in die Stadt gelangen, wird der Ruf als verbotene heilige Stadt heute offensiv für die Tourismuswerbung eingesetzt.
Die alteingesessenen Harari sprechen die äthio-semitische Sprache Harari. Damit bilden sie eine semitische Sprachinsel innerhalb eines ansonsten kuschitischsprachigen Gebiets. Sie sind heute gegenüber Amharen, Oromo, Somali, Gurage und den wenigen Afar eine Minderheit. Nach Angaben der Zentralen Statistikagentur Äthiopiens für 2007 sind von den 99.321 Stadtbewohnern in der Region Harar 40,55 % Amharen, 28,13 % Oromo, 11,83 % Harari, 7,49 % Gurage und 6,82 % Somali.

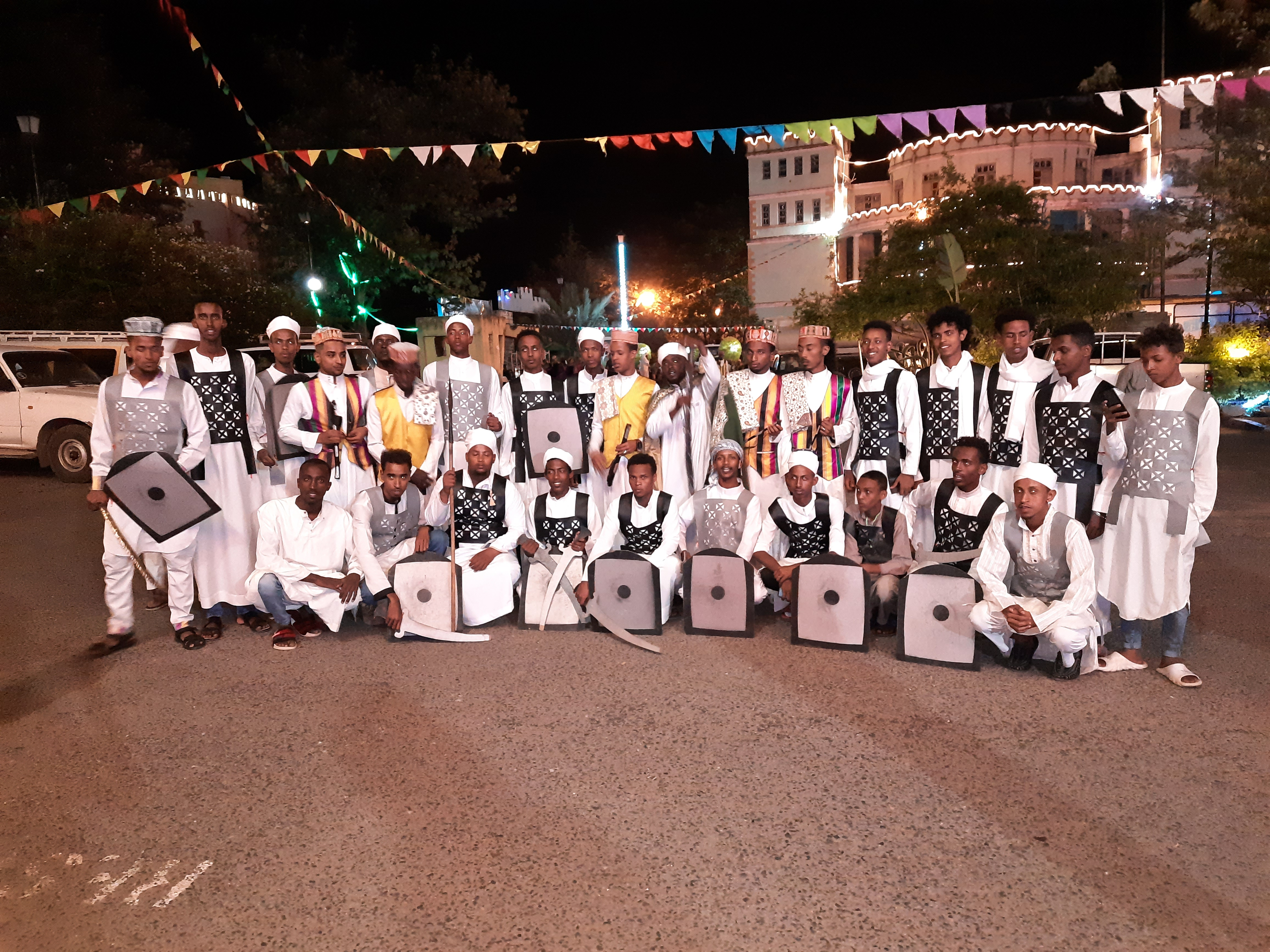
Junge Männer während des Shuwalid-Festes

Bis auf orthodoxe Amharen und wenige Katholiken sind die Einwohner überwiegend Muslime. Viele der in der Umgebung siedelnden Oromo wurden erst während der zehnjährigen ägyptischen Herrschaft islamisiert. Der Islam fand in Harar in einer mystischen Form durch Sufi-Bruderschaften Verbreitung. Ende des 15. Jahrhunderts wurde durch Scheich Abu Bakr ibn `Abd Allah al-`Aidarous († 1509) der Orden der Qadiriyya eingeführt und gewann – zur selben Zeit wie in den ostafrikanischen Hafenstädten – die meisten Anhänger. Sichtbares Zeichen der Sufi-Orden im Stadtbild sind die zahlreichen Schreine lokaler Heiliger. Dennoch wurde auch ein puristischer Islam ab dem Mittelalter in Nordafrika verbreitet. Die Auseinandersetzungen zwischen beiden Richtungen spiegelten sich in Harar im 20. Jahrhundert im Streit zweier religiöser Führer: Der wahhabitische Geschäftsmann und Politiker Yusuf Abdulrahman geriet in Konfrontation mit der mystisch orientierten Gegenbewegung von Scheich Abdullah al-Harari. Ersterer floh 1974 mit der Machtübernahme durch den Derg nach Saudi-Arabien und übte von dort politischen Einfluss auf Harar aus. Scheich Abdullah wurde bereits 1948 ausgewiesen und gründete im Libanon die missionierende Gruppe der Habashiyya („Äthiopier“).

Die muslimischen Harari beachten als Ausgleich für mögliche Ramadan-Verfehlungen im Anschluss eine sechstägige Fastenzeit, deren Ende mit dem dreitägigen Shuwalid-Fest gefeiert wird. Es beginnt mit Bittgebeten und religiösen Liedern und endet mit segnenden Worten. Diese Feierlichkeiten wurden im Jahr 2023 in die UNESCO-Liste des immateriellen Kulturerbes der Menschheit aufgenommen.

## Stadtbild
Von einem nahe gelegenen Hügel ist zu überblicken, wie die 3300 Meter lange mittelalterliche Stadtmauer im Rund die Altstadt umschließt. Innerhalb liegt eine Fläche von 48 Hektar mit dichter Bebauung und engen Gassen. Ursprünglich gab es fünf Stadttore, von denen Straßen zum zentralen Platz, dem Pferdemarkt (Faraz Megala) führten. Ende des 19. Jahrhunderts kamen zwei weitere Tore hinzu. Die Hauptstraße von der Neustadt durch das Schoa-Tor erreicht den kreisrunden, heute nach Ras Makonnen genannten Platz, mit der achteckigen orthodoxen Kirche Medhane Alam aus dem Ende des 19. Jahrhunderts und der von Haile Selassie gegründeten Militärakademie gegenüber.
Die Zahl der Moscheen wird mit der jeweils selben Entschiedenheit mit 82, 87 oder 99 angegeben. Dazu kommen zahlreiche Heiligenschreine, auch außerhalb der Stadtmauern. Innerhalb liegen und sollen erwähnt werden: die Freitagsmoschee mit zwei weißen Minaretten aus dem 17. Jahrhundert, die römisch-katholische Kirche um 1900, beim zentralen Markt das Haus des ersten Gouverneurs Ras Makonnen und gleichzeitig das Geburtshaus von Haile Selassie. Etwas oberhalb in einem restaurierten Holzhaus aus dem Ende des 19. Jahrhunderts befindet sich das Museum für Arthur Rimbaud, der von 1881 bis 1890 einige Zeit in der Stadt lebte.
Die Heiligenschreine (arabisch Qubbas) sind üblicherweise an einer weißen Kuppel, einer Umzäunung oder an einem Baum erkennbar. Die meisten werden zwar gepflegt, aber nur einmal im Jahr auf einer Wallfahrt (Feier zum Geburtstag: Mawlid, Mausim), die für den Großteil der Bevölkerung die Pilgerfahrt nach Mekka ersetzt, mit Lobgesängen, Fleischessen und rituellen Umschreitungen verehrt. Sollen Bittgebete hilfreich sein, erfordert das kleine Opfergaben.
Bei der Aufnahme der Stadt in die Liste als Weltkulturerbe würdigte die UNESCO neben den Baudenkmälern auch die einmalige Qualität der Wohnhäuser, die aus einer Mischung traditioneller muslimischer Bauformen und den Häusern indischer Einwanderer aus dem späten 19. Jahrhundert hervorgegangen ist.
Etwa 20 km südöstlich der Stadt befindet sich das Dorf Bisidimo, ein Entwicklungshilfeprojekt (Lepra-Behandlungszentrum), das aus dem Krankenhaus mit Zusatzgebäuden und Wohnungen für die Angestellten besteht.

## Wirtschaft
Auf den fruchtbaren roterdigen Böden des Hochlandes werden Kaffee, Kath und Bananen, teilweise auf bewässerten Terrassenkulturen, für den Export angebaut. Über die Hälfte der äthiopischen Exporteinnahmen werden durch Kaffee erzielt, Harar ist eine der drei Hauptanbauregionen des Landes.
Den Rang als bedeutenden Handelsplatz für Karawanen verlor die Stadt, als 1902 der erste Abschnitt der französischen Eisenbahnlinie von der Hafenstadt Dschibuti nach Addis Abeba bis Dire Dawa fertiggestellt war, und der Außenhandel nun nicht mehr, wie zuvor, über Harar und die Häfen Zeila oder Berbera abgewickelt wurde.
Wirtschaftlich relevant sind die Märkte, darunter ein großer Rindermarkt außerhalb der Stadt, eine Bierfabrik von 1984 und in Ansätzen der Tourismus. Berühmt ist Harar für seine Silberschmiede und die von Frauen aufwändig gefertigten Korbflechtarbeiten.